# 漳州斗鸡
漳州斗鸡是福建的观赏型鸡品种，主要分布于福建省漳州市芗城区。漳州斗鸡主要以观赏或角逐为目的，現被列入《国家级畜禽遗传资源保护名录》。

## 現況
据《中国家禽品种志》（1988年），漳州斗鸡与中原斗鸡、吐鲁番斗鸡、西双版纳斗鸡并称为中国四大斗鸡。现有的漳州斗鸡由本地斗鸡和番斗鸡杂交而成。2002年，漳州斗鸡存栏2万只。

## 身體特徵
漳州斗鸡头部有小耳封，从喉部到嘴部有一条垂肉，可以区别于其他斗鸡。